# 高智耀
高智耀（?—?），字显达。西凉府人。
西夏进士，西夏灭亡后，隐居贺兰山。元宪宗蒙哥召见他，他请蒙哥重用儒士，元宪宗下令免除汉地和河西儒士的徭役。世祖忽必烈即位后，命他为翰林学士，他请命释放被俘为奴的淮蜀儒士，得数千人。至元五年（1268年）建议设立御史台。出任西夏中兴等路提刑按察使。奉命报聘西北藩王，解释采用汉法之因。最后在上都病故。

## 延伸阅读
[在维基数据编辑]
 《元史/卷125》，出自宋濂《元史》
 《新元史/卷156》，出自柯劭忞《新元史》